# Almsee
Der Almsee ist ein Bergsee im oberösterreichischen Teil des Salzkammergutes im Gemeindegebiet von Grünau im Almtal, am Nordfuß des Toten Gebirges und liegt auf 589 m ü. A. Der Ablauf des Almsees ist die Alm, die über die Traun in die Donau entwässert. Der nährstoffarme See bietet mit seinen weitgehend naturnahen Ufern und stark gegliedertem Vegetationsgürtel, mit angrenzenden Feuchtgebieten, Lebensräume für viele Tier- und Pflanzenarten. Er stellt ein relativ intaktes Ökosystem dar und das Gebiet steht seit 1965 unter Naturschutz. Der im Besitz des Stiftes Kremsmünster befindliche Almsee ist wegen seiner schönen Lage ein beliebtes Ausflugsziel.

## Geographie
Der See im Almtal, 11 km südlich des Ortszentrums von Grünau im Almtal ist über die Almseestraße L549, die am Westufer bis ans Südende verläuft, erreichbar. Am Ende der Straße befindet sich beim Seehaus ein großer Parkplatz.
Der von Nord nach Süd langgestreckte See hat eine Länge von 2,3 km und eine maximale Breite von 700 m. Die Oberfläche beträgt etwa 85 Hektar, die durchschnittliche Tiefe 2,5 m. Die tiefste Stelle ist ein Quelltrichter, die sogenannte Seegrube, mit 9 m Tiefe. Ansonsten wird die maximale Tiefe mit 5 m angegeben. Das Wasservolumen beträgt 2,1 Millionen Kubikmeter. Die Ufer sind an den Längsseiten zumeist steinig und steil und werden im Westen vom Ameisstein (776 m ü. A.) und im Osten vom Brandberg (1074 m ü. A.) überragt. Die Nord- und Südufer sind flach und laufen in breiten Gras- bzw. Moorzonen aus.
Eine besondere Sehenswürdigkeit war die schwimmende Insel. Diese fest zusammenhängenden Torfmasse von ungefähr 15 m × 25 m Größe und 1,5 m Dicke, die mit Gräsern, Fichten und Birken bewachsen ist, wurde bei hohem Wasserstand mitsamt dem Bewuchs vom Grund abgehoben und je nach Wasserströmung und Wind umhergetrieben, bis sie sich bei sinkendem Wasser wieder irgendwo festsetzte. Um 1920 wurde versucht, die Insel mit eingeschlagenen langen Pfählen auf dem Boden zu fixieren, da die Gefahr bestand, dass die Insel dem Ablauf zutreibt und ihn verstopft. Seit wann es dieses Naturschauspiel gab, ist nicht bekannt. Bei einem großen Hochwasser am 21. Oktober 1996 wurde die Insel an das Ostufer getrieben und sitzt seither dort fest. Mehrere Versuche, sie von dort zu lösen, scheiterten.
Im Jahr 1872 wurde zur Förderung der Fischerei der See rund einen Meter aufgestaut. Bei der Seeklause wurde eine hohe Schleuse am Ablauf eingebaut, um einen Teil der Wiesen und Waldflächen am Ufer zu überschwemmen und so das Areal des Sees zu vergrößern. Seither erstreckt sich ein schmaler Seeteil nach Norden bis zur Klause.

## Hydrologie
Das hydrologische Einzugsgebiet des Almsees hat eine Gesamtfläche von 41,4 km². Die Speisung des Sees erfolgt einerseits aus oberirdischen Zuflüssen, wie dem Aagbach, der im Süden in den See mündet, wo er sich in mehrere Arme mit veränderlichem Verlauf aufteilt. Aus Südwesten fließt der Kolmkarbach dem Aagbach zu. Die oberirdischen Zuflüsse haben ihr Einzugsgebiet an den Nordabhängen des Toten Gebirges, hauptsächlich im Talkessel In der Röll sowie im Kolmkar. Andererseits wird der Almsee vor allem an der Ostseite durch zahlreiche unterirdische Quelltrichter mit Wasser versorgt. Diese aus der Talfüllung aufdrängenden Wallerquellen weisen eine Gesamtschüttung von 1000 bis 1500 l/s auf. Im Norden befindet sich bei der Seeklause der Auslauf der Alm. Die Wassererneuerungszeit beträgt zehn Tage, wodurch der See eine durchschnittliche Wassertemperatur von 7,99 °C erreicht. Die minimale Wassertemperatur betrug bei oberflächennahen Messungen in den Jahren 2013 bis 2017 2,2 °C, die maximale 18,7 °C.

## Geologie

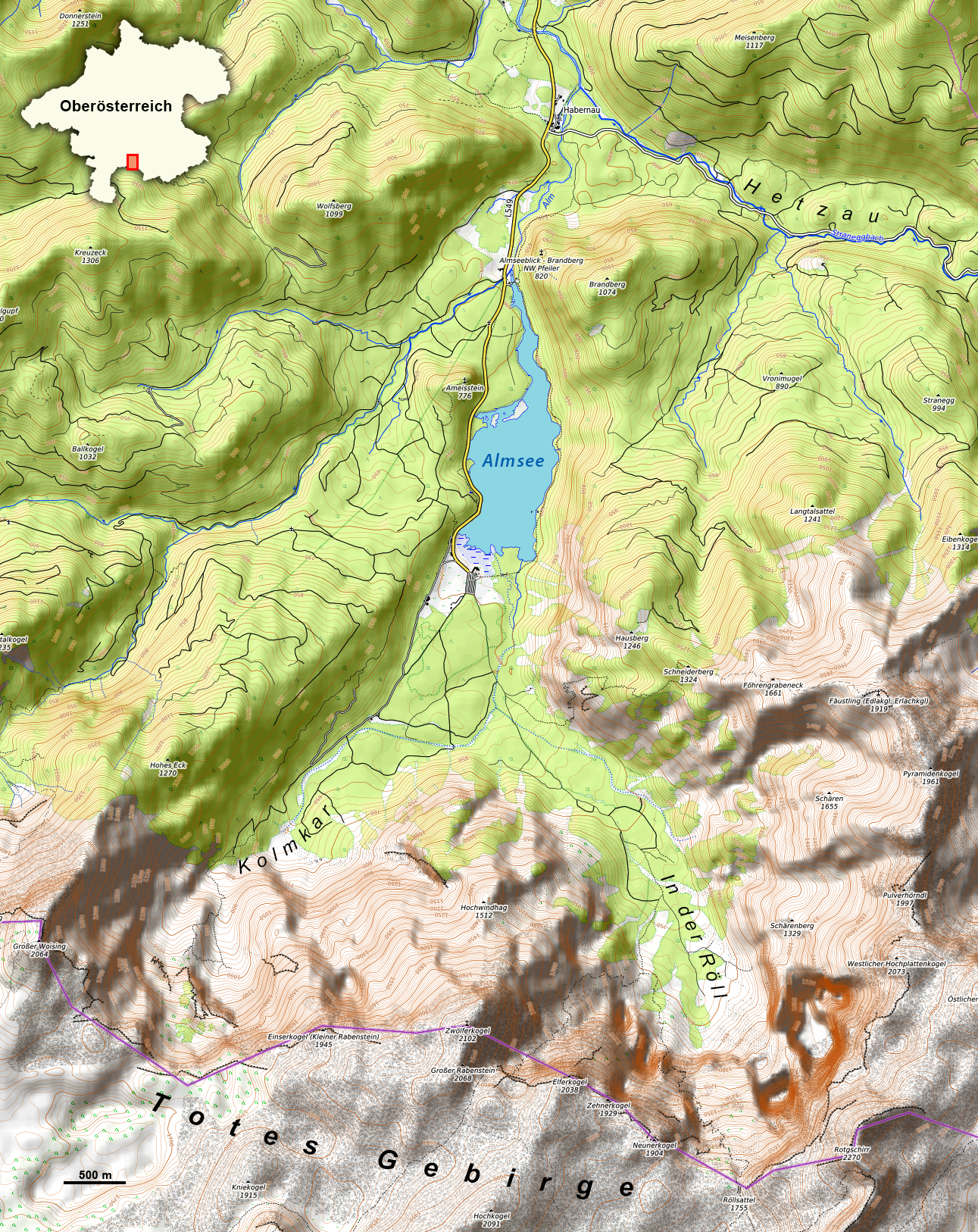
Topografische Karte des Almsees. Gut ersichtlich sind die eiszeitlich geformten Trogtäler Kolmkar im Südwesten und In der Röll im Südosten

### Tektonik
Der Almsee liegt am Nordrand der Totengebirgsdecke (Tirolikum) und ist somit Teil der Nördlichen Kalkalpen. Diese Deckeneinheit besteht überwiegend aus mesozoischen Kalken und Dolomiten der Trias. Die umgebenden Berge bestehen aus Wettersteindolomit, der im Ladinium bis Karnium vor rund 230 Millionen Jahren gebildet wurde. Der kristalline Untergrund ist von einem von Nord nach Süd verlaufenden, seitenverschiebenden Bruch durchschnitten. An dieser sogenannten Alm-Störung wurde die westliche Seite gegenüber der Ostseite in dextralem Bewegungssinn weiter nach Norden bewegt. Der Almsee und der obere Flussverlauf der Alm liegen auf diesem Bruch.

### Ehemalige Vergletscherung und Entstehung
Während der Eiszeiten hat der Almgletscher, der aus den Karräumen von Hetzau, In der Röll und dem Kolmkar am Nordabfall des Toten Gebirges abfloss, das Almtal und das Almseebecken geformt. Eine großflächige Umgestaltung des Almtales erfolgte am Ende der Würmeiszeit vor etwa 13.000 Jahren durch einen spätglazialen Bergsturz in der Hetzau. Dabei lösten sich etwa 0,5 km³ Felsmaterial aus dem Büchsenkar des Hochplattenkogels und erfüllten die Hetzau und das Straneggbachtal bis zum Almtal (etwa im Bereich des Hotels Jagersimmerl) mit einer Tomalandschaft. Diese 12 Kilometer lange Schuttzunge ist eine der längsten im Ostalpenraum. Die Alm und der Weißeneggbach wurden aufgestaut und hinter dem Schwemmkegel des Weißeneggbaches entstand der Almsee. Im gesamten Almseebecken fand im Spät- wie auch im Postglazial eine andauernde starke Schuttzufuhr statt, auf die die Einschränkung der einst viel größeren Seefläche und die geringe Seetiefe von durchschnittlich 2,5 m zurückzuführen sind, die nicht der zu erwartenden viel stärkeren Übertiefung dieser Seewanne entspricht. Die Bäche führen weiterhin große Geschiebemengen mit sich, die besonders während Starkregenereignissen und der Schneeschmelze in den See befördert werden. Das verlandete Gebiet südlich des Sees ist auffallend flach und moorig, teilweise mit Schwingrasen bewachsen. Beim Seehaus ist die Tendenz zur weiteren Verlandung deutlich erkennbar. Die Wassertiefe beträgt dort meist weniger als 50 cm und das Substrat ist überwiegend schlammig, mit einem fast nahtlosen Übergang in mooriges Umland.

## Klima

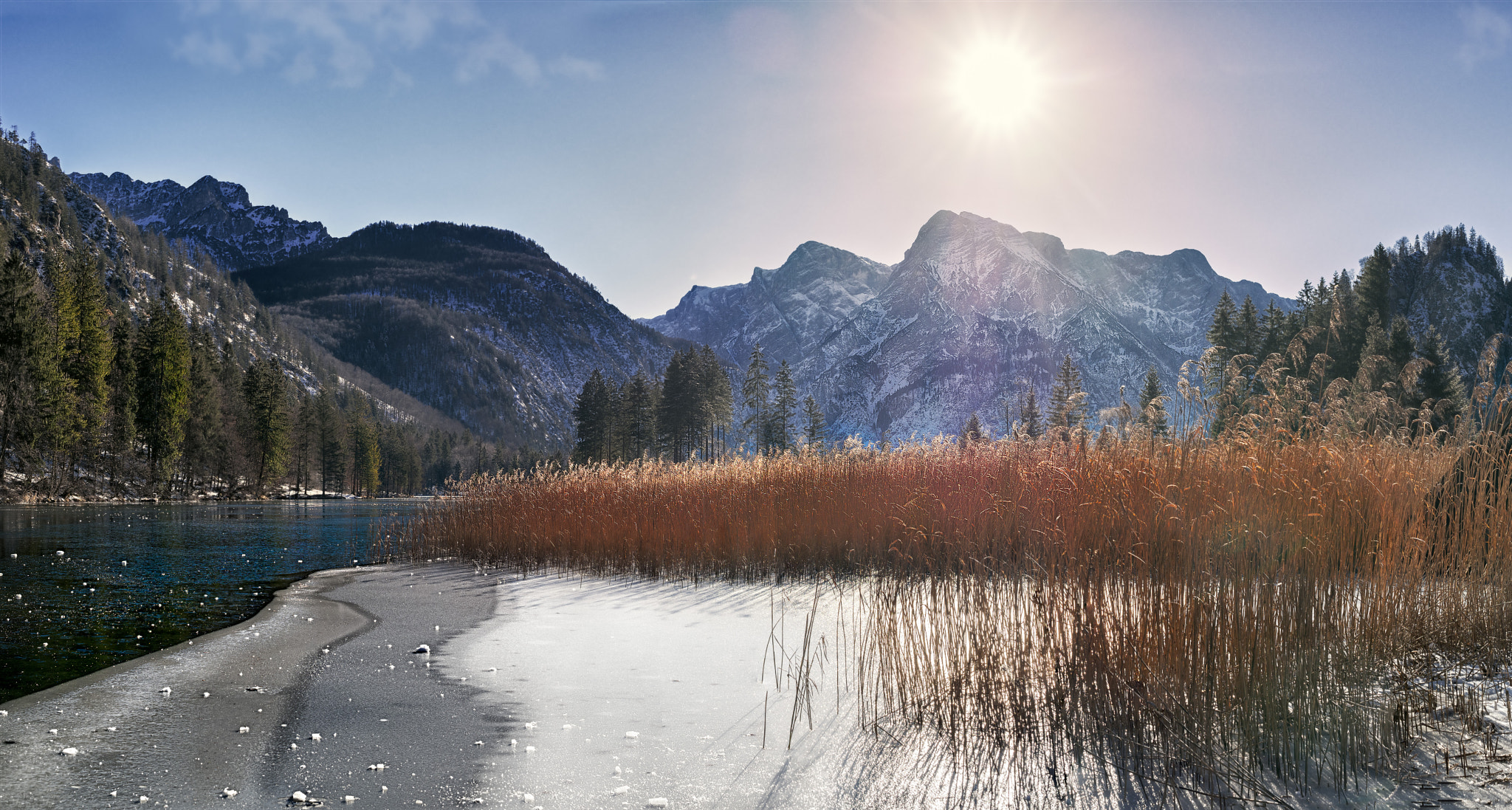
Winterlicher Almsee mit Blick auf die Almtaler Sonnenuhr

Die Klimadaten zeigen eine für die nördlichen Kalkalpen typische Temperatur- und Niederschlagsverteilung: kühle und niederschlagsreiche Sommer, mit einem Maximum von 16,6 °C bzw. 214 mm im Juli, und niederschlagsarme Winter, mit einem Temperaturminimum von −2,7 °C im Jänner. Der Niederschlag weist von Dezember bis Jänner ein Nebenmaximum auf. Bedingt durch den oftmaligen Wolkenstau am Nordrand des Toten Gebirges fällt im Bereich der Prielgruppe überdurchschnittlich viel Niederschlag. Ein Vergleich der Jahresniederschläge von 1854 mm am Almsee (589 m ü. A.) an der Nordwestseite des Toten Gebirges mit 1309 mm in Hinterstoder (591 m ü. A.) an dessen Ostseite zeigt bei fast gleicher Seehöhe und einer Entfernung von nur 16 km deutlich die Barrierewirkung des Toten Gebirges. Die Zeitdauer der winterlichen Schneebedeckung liegt beim Almsee bei etwa 114 Tagen. Der Jahresniederschlag betrug 1854 mm mit einer Jahresdurchschnittstemperatur von 7,2 °C.
|                        | Jan   | Feb   | Mär   | Apr   | Mai   | Jun   | Jul   | Aug   | Sep   | Okt   | Nov   | Dez   |   |      |
| Mittl. Temperatur (°C) | −2,7  | −0,9  | 2,5   | 6,8   | 11,7  | 14,8  | 16,6  | 16,1  | 12,1  | 7,8   | 2,5   | −1,7  | ⌀ | 7,2  |
|                        |       |       |       |       |       |       |       |       |       |       |       |       |   |      |
| Niederschlag (mm)      | 130,0 | 114,0 | 156,0 | 110,0 | 172,0 | 196,0 | 214,0 | 191,0 | 174,0 | 128,0 | 127,0 | 142,0 | Σ | 1854 |

|  |

|  |

|  |

|  |

|  |

|  |

|  |

|  |

|  |

|  |

|  |

|  |

|  |

|  |

|  |

|  |

|  |

|  |

|  |

|  |

|  |

|  |

|  |

|  |

## Limnologie
Bedingt durch die geringe Wassertiefe und die starke Durchströmung des Sees entsteht im Laufe des Jahres keine ausgeprägte Temperaturschichtung. Die wichtigsten Nährstoffquellen sind diffuse Einträge aus dem bewaldeten Umland. Menschliche Einflüsse sind, abgesehen von der fischereirechtlichen Nutzung, gering. Der See weist eine geringe Konzentration an Nährstoffen auf und ist somit oligotroph. Im Sommer treten trotz der ausgezeichneten Wasserqualität immer wieder großflächige Algenteppiche (Watten) auf. Es konnte allerdings keine Ursache, wie etwa Einleitung von Abwässern festgestellt werden, sodass als wahrscheinlichste Ursache natürliche Nährstoffeinträge im Zusammenhang mit winterlichen Lawinenabgängen im Hinterland angenommen werden. Ein sonniger und warmer Frühling begünstigt die Vermehrung der Algen. Die Algenteppiche setzen sich aus gelbgrünen Arten der Gattung Mougeotia, dunkelgrünen Algen der Gattung Spirogyra sowie Kiefern- und Fichtenpollen mit Kleintier- und Einzeller-Lebensgemeinschaften zusammen. Eine Besonderheit im Plankton des Almsees ist das Vorkommen der Zieralge Staurastrum petsamoense, die in Österreich bisher nur dort nachgewiesen wurde. Das eigentliche Verbreitungsgebiet dieser Art ist Lappland.
Da der Almsee kaum Phytoplankton enthält, erfolgt die photosynthetische Sauerstoffversorgung des Sees von unten her durch die ausgedehnten Makrophytenbestände, die weite Teile des kalkig-sandigen Seebodens bedecken. Diesen steht durch die einwandfreie Sicht bis auf den Grund ausreichend Licht für die Photosynthese zur Verfügung. An manchen Stellen kommt es zur Bildung von Seekreide. Ein Großteil des Kalkschlamms wird im Strömungsschatten abgelagert und geht wahrscheinlich auf biogene Entkalkung zurück.

## Flora und Vegetation

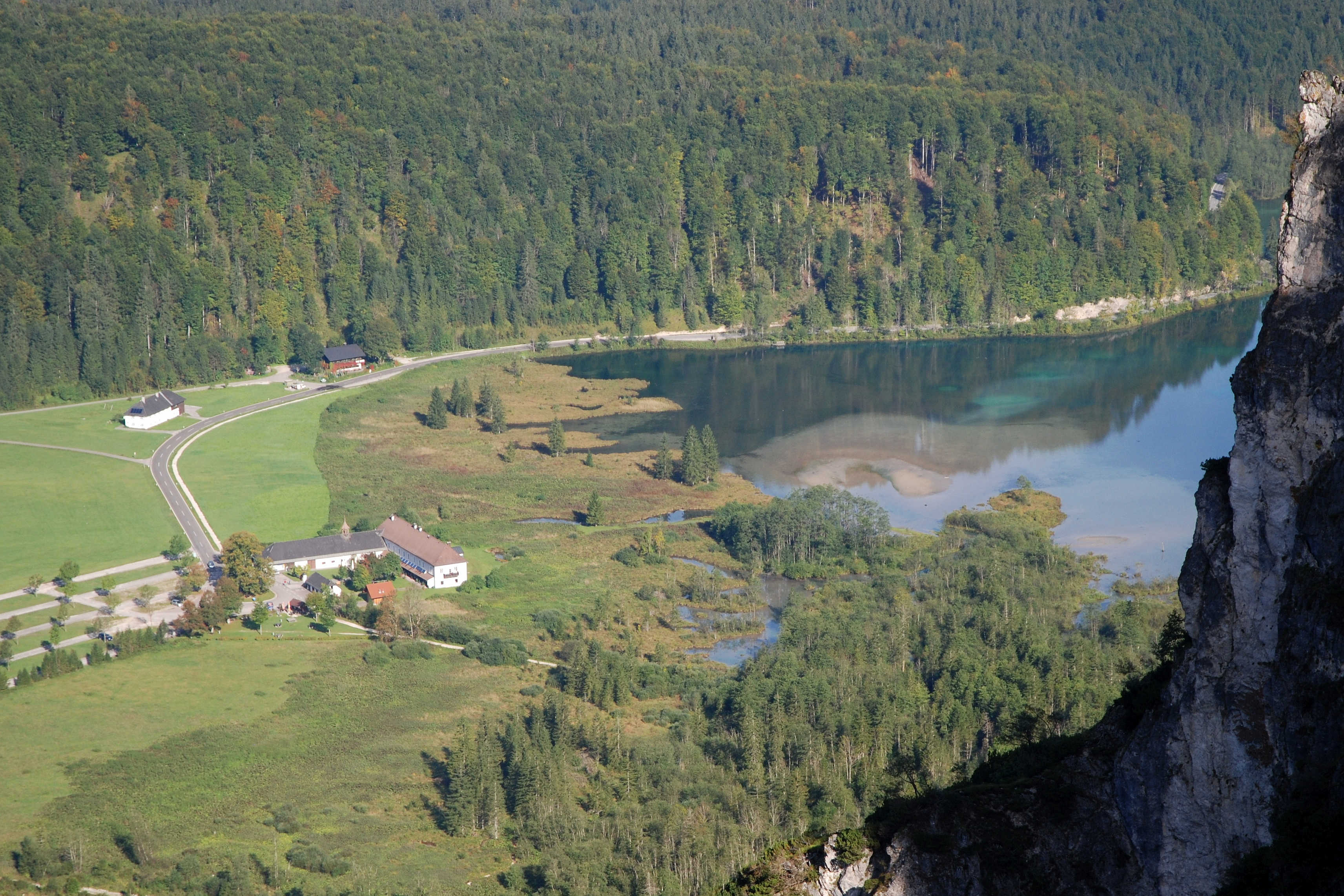
Verlandungszone am Südufer

Am flachen Nordwestufer siedelt ein Mosaik aus Schwarzerlen-Bruchwäldern, Grauerlen-Beständen, verschiedenen Großseggen-Gesellschaften und Schwingrasen mit Hochmoorvegetation. Im Unterwuchs des Schwarzerlen-Bruchwaldes dominieren meist die Horste der Steifen Segge (Carex elata), zusammen mit Kammfarn (Dryopteris cristata), Sumpffarn (Thelypteris palustris) und Langähriger Segge (Carex elongata). Die Großseggenrieder bestehen aus Rispen-Segge (Carex paniculata), Schnabel-Segge (Carex rostrata), Faden-Segge (Carex lasiocarpa) und Steife Segge (Carex elata). In den 1990er Jahren wurde in der Umgebung die bereits ausgestorben geglaubte Sumpf-Weichorchis (Hammarbya paludosa) entdeckt. Das Mündungsgebiet des Aagbaches in den See wird von einer ausgedehnten Grauerlenau bedeckt, die sich in Seenähe mit den dortigen Schwarzerlenbruchwäldern verzahnt. Am Nordufer und im Bereich des Auslaufs hat sich ein kleiner Schilfgürtel (Phragmites australis) entwickelt. Die steilen West- und Ostufer sind von einem Hangmischwald bedeckt, der in großen Teilbereichen naturnahe ist. Als dominierende Baumarten wachsen hier Rot-Buche (Fagus sylvatica), Berg-Ahorn (Acer pseudoplatanus) und die Gemeine Esche (Fraxinus excelsior). In manchen Bereichen, besonders in den flacheren Gebieten, nimmt der Anteil der Fichte (Picea abies) stark zu. Das Nordwestufer jenseits des Bruchwaldes ist von einem Fichten-Hochwald bedeckt. Die an kaltes Wasser angepasste Armleuchteralge Chara hispida bildet den Hauptanteil der submersen Vegetation und bedeckt große Teile des Seebodens. An seichten und ufernahen Bezirken tritt die Kanadische Wasserpest (Elodea canadensis) auf. Im klaren Bergwasser gedeiht auch die unter Wasser blühende Gebirgssippe des Haarblättrigen Wasserhahnenfußes (Ranunculus trichophyllus).
Hohe Luftfeuchtigkeit verbunden mit niedrigen Immissionen ermöglichen das Vorkommen vielfältiger Flechtengesellschaften. Im Gebiet um den Almsee dominieren Assoziationen, die ozeanische Klimaeinflüsse sowie unberührte, möglichst naturbelassene Wälder mit alten Bäumen für ihre Entwicklung brauchen. Unter anderem gedeiht hier die Flechte Lobaria pulmonaria, die als Indikator für intakte Ökosysteme gilt.

## Fauna

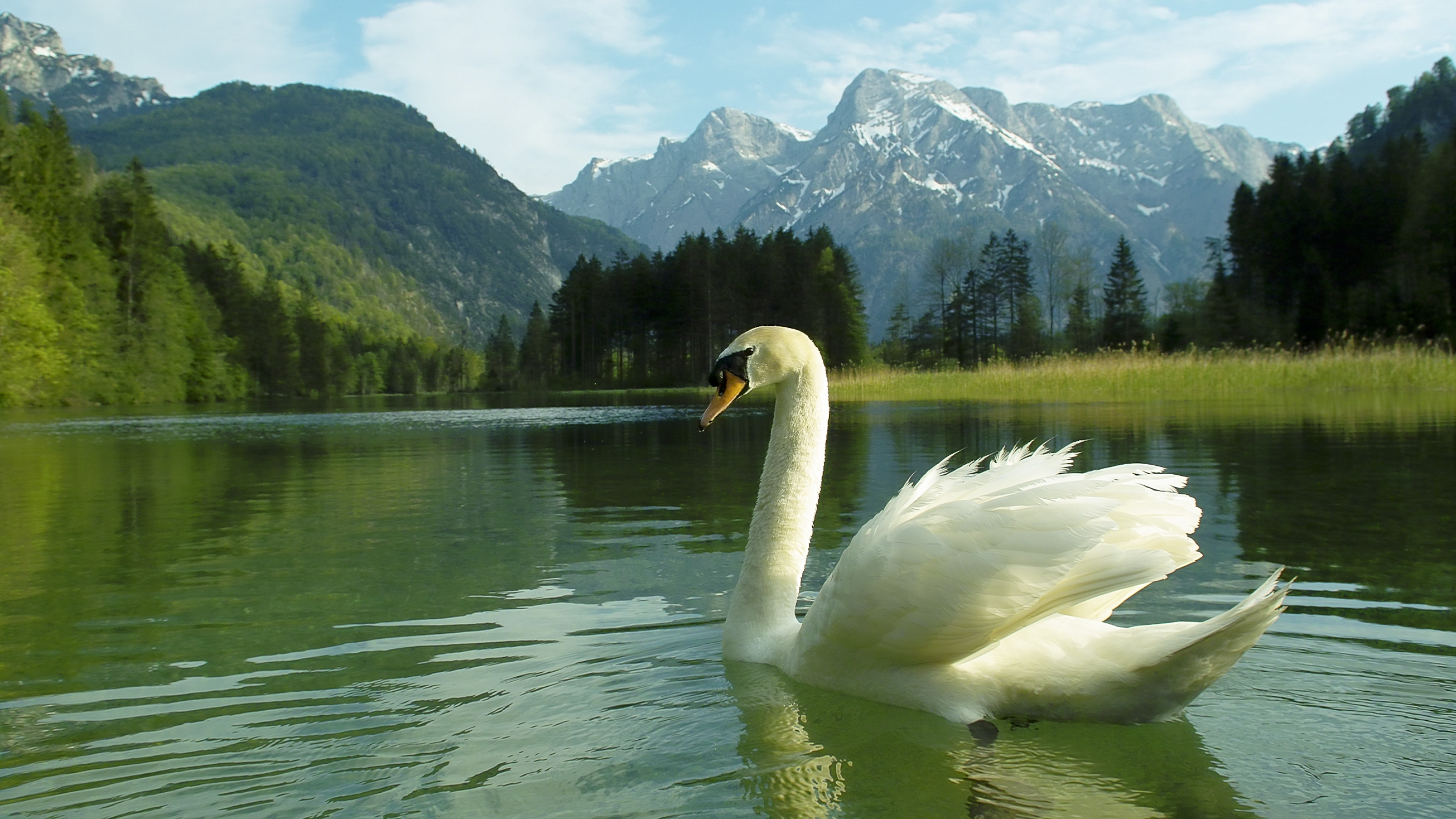
Der Höckerschwan (Cygnus olor) wurde erstmals in den 1960er Jahren am Almsee beobachtet

Der See bietet mit seinem stark gegliederten Vegetationsgürtel mit angrenzenden Feuchtgebieten Lebensräume für viele Tierarten. Mit seinem kalten und klaren Wasser ist der Almsee ein typisches Salmonidengewässer, die häufigsten Fischarten sind Bachsaibling, Seesaibling, Bachforelle (Seeforelle), Regenbogenforelle und Äsche. Die Verlandungszonen, wie etwa am Nordufer, bilden ideale Laichplätze für Amphibien. Grasfrosch (Rana temporaria) und Erdkröte (Bufo bufo) sind häufig vertreten. Im Torfmoos der Uferzone hält sich oft die Gerandete Jagdspinne (Dolomedes fimbriatus) auf.
Im Gebiet wurden rund 20 Arten von Wasservögeln nachgewiesen. Neben den häufigen Jahresvögeln Blässhuhn (Fulica atra) und Stockente (Anas platyrhynchos) zählt auch der Haubentaucher (Podiceps cristatus) zu den häufigen Brutvögeln, wobei jedoch nur einzelne Individuen überwintern. Eine Besonderheit sind die vorkommenden Graugänse (Anser anser), Nonnengänse (Branta leucopsis) und Waldsaatgänse (Anser fabalis). Diese Arten wurden 1973/74 von der nahe gelegenen Konrad Lorenz Forschungsstelle angesiedelt und als freifliegende Schar gehalten. Die Gänse brüten und nächtigen am Almsee. 35 Arten von Singvögel leben am See, wobei für 20 Arten ein Brutnachweis erbracht werden konnte. Die Mönchsgrasmücke (Sylvia atricapilla) ist der häufigste Brutvogel am See, die Singdrossel (Turdus philomelos) der häufigste Brutvogel in den Wäldern der Umgebung. Der Eisvogel (Alcedo atthis) lebt ebenfalls im Gebiet. Besonderheiten sind Raubwürger (Lanius excubitor) und Weißrückenspecht (Picoides leucotos).
Der Europäische Biber (Castor fiber) wurde am Almsee im 18. Jahrhundert ausgerottet. Im Jahr 1983 entkamen aus dem Cumberland Wildpark Biber, die sich am Almsee ansiedelten (1984 erstmals Junge). Seither ist der Biber am Südufer des Almsees nachgewiesen. Der Braunbär (Ursus arctos) war ursprünglich im Gebiet heimisch und für 1993 ist ein Zusammentreffen zwischen Mensch und Bär belegt. Die Population des Braunbären im Toten Gebirge gilt seit 2011 als erloschen.

## Naturschutz

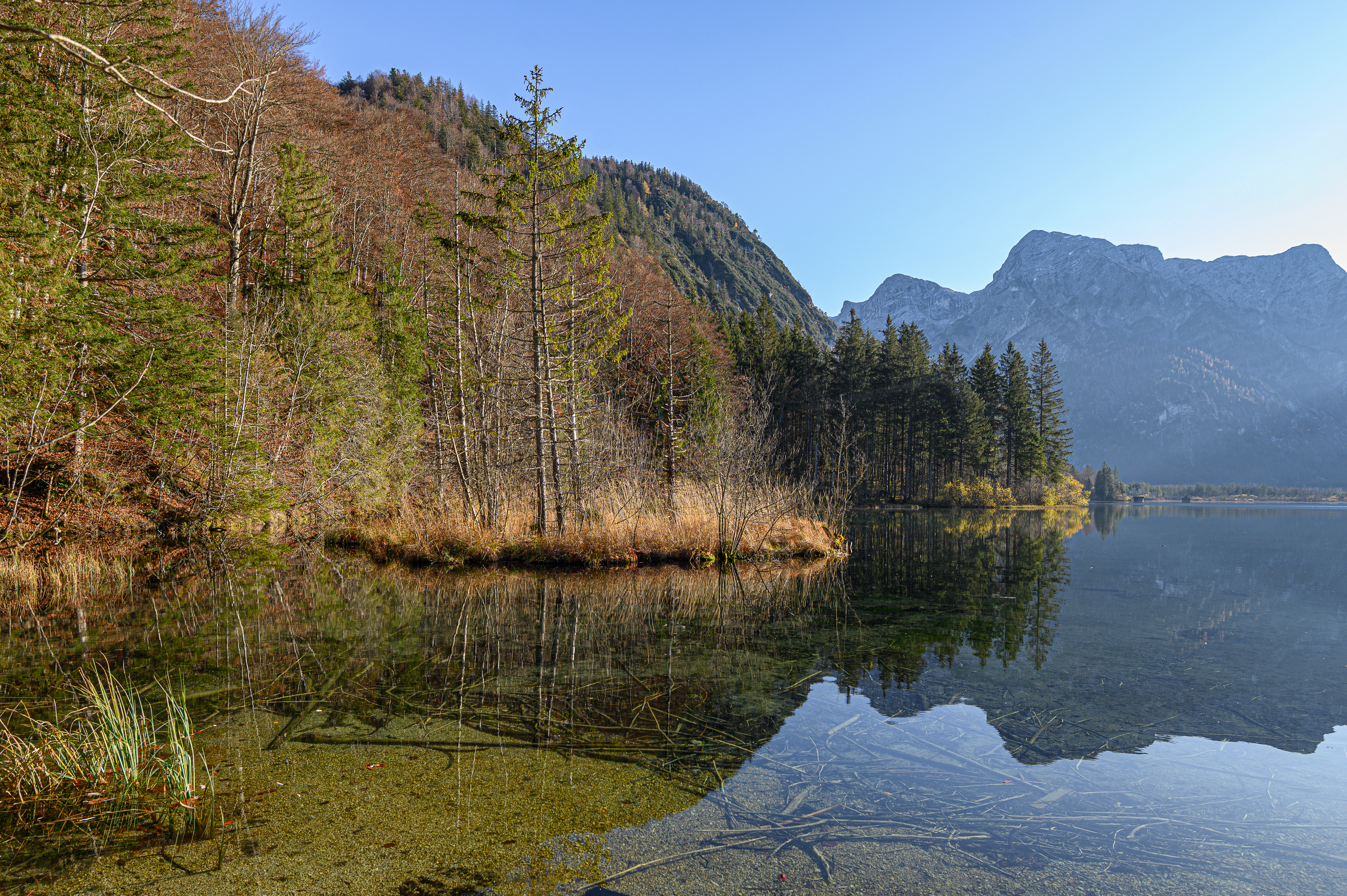
Die ehemalige schwimmende Insel am Ostufer

Der Almsee stellt mit seiner vielgestaltigen Flora und Fauna ein relativ intaktes Ökosystem dar und das Gebiet steht seit 1965 unter Naturschutz (Naturschutzgebiet Almsee und Umgebung, N149). Es umfasst den See, den Aagbach und dessen Umgebung sowie den Kolmkarbach bis ins hinterste Kolmkar. Nördlich zählt der Verlauf der Alm etwa 2 Kilometer flussabwärts zum Naturschutzgebiet, ebenso die Moorwiesen bei Schwarzenbrunn. Die geschützte Fläche beträgt 183,3447 Hektar. Schutzzweck ist die Bewahrung der ökologischen Funktionsfähigkeit des Sees durch die Ermöglichung eines langfristig ungestörten Ablaufs der natürlichen physikalischen und chemischen Prozesse im Gewässer und der Vermeidung von störenden Einflüssen, auch von außerhalb des Gewässerbereiches.

## Namenskunde
Der See- und der Flussname Alm leitet sich vom indogermanischen „albh“ (weiß) ab und verweist auf klares Wasser. Dieser Umstand bezieht sich auch auf den Weißeneggbach, der unmittelbar beim Ablauf der Alm einmündet. Dieser Namentypus ist, wie etwa die dazugehörige Elbe zeigt, über ganz Europa verbreitet, so dass er zur Namengruppe der sogenannten „Alteuropäischen Hydronymie“ gehört. Im Kartenwerk Archiducatus Austriae Superioris Descriptio facta Anno 1667 wird der See noch als Alben See bezeichnet. Viele Flurnamen der Umgebung sind slawischen Ursprungs. Das südliche Oberösterreich war Siedlungsraum der Alpenslawen und im Almseegebiet dürften sich einzelne Slawenreste für längere Zeit gehalten haben. Flurnamen wie Straneggbach (slawisch stran, Seite) oder Großer Woising (slawisch vysok, hoch), weisen noch darauf hin.

## Wirtschaft

### Forstwirtschaft, Jagd und Fischerei

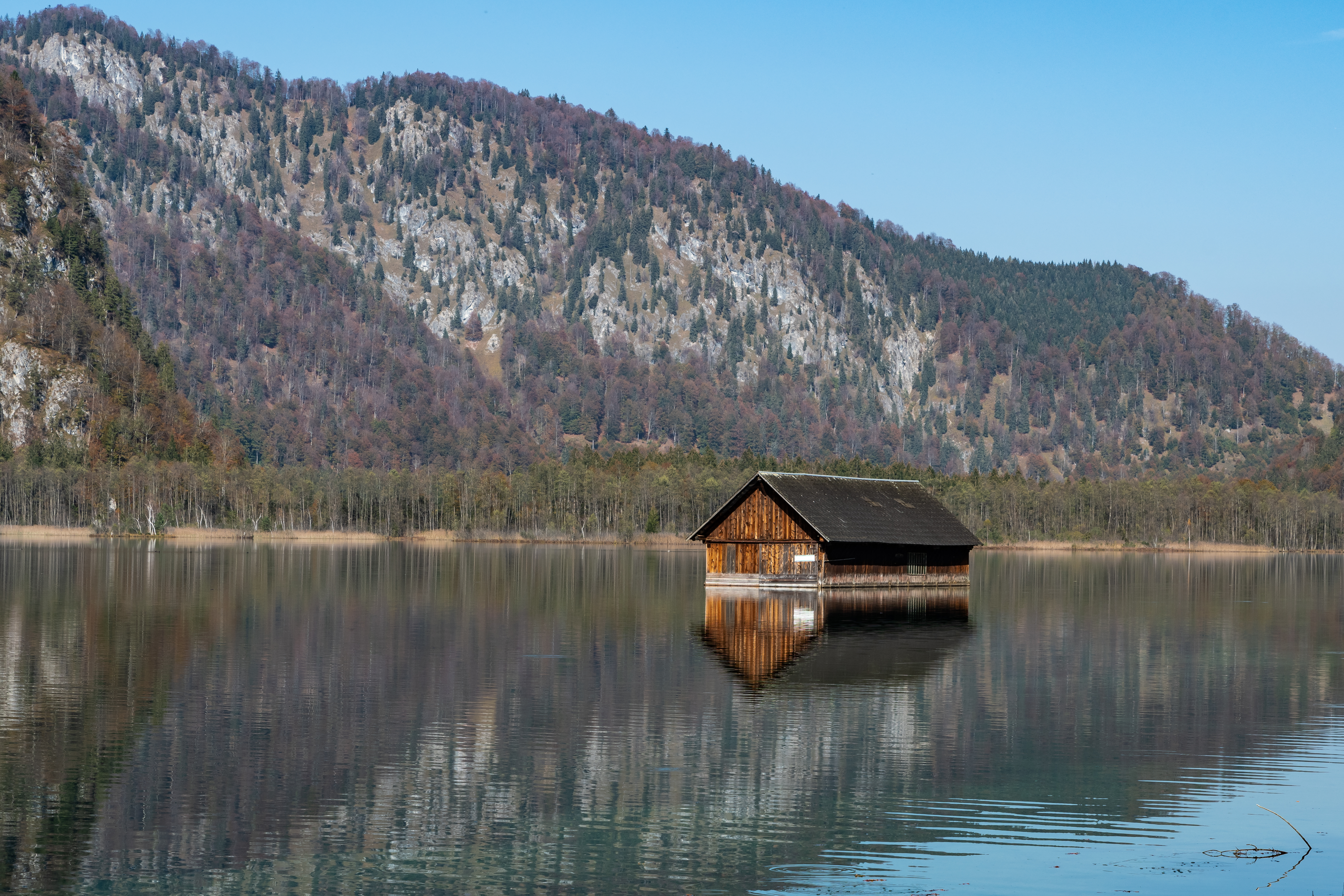
Bootshaus im Almsee

Der Almsee und die umliegenden Wälder sind im Besitz des Stiftes Kremsmünster und werden von dessen Forstbetrieb verwaltet. Die Wälder am Westufer werden forstwirtschaftlich genutzt und sind von einem Netz aus Forststraßen durchzogen. Als Eigentümer verwaltet der Forstbetrieb die Vergabe der Jagdreviere an externe Jagdpächter. Am Südufer befindet sich das Jagdschloss Cumberland, welches im Auftrag des Jagdpächters Ernst August von Hannover zu Beginn des 20. Jahrhunderts errichtet wurde. Traditionell verpachtet der Forstbetrieb die Fischerei an den Oberösterreichischen Landes-Fischereiverein. Die Fischerhütte befindet sich am Ostufer, etwas vorgelagert das Bootshaus im See.

### Tourismus

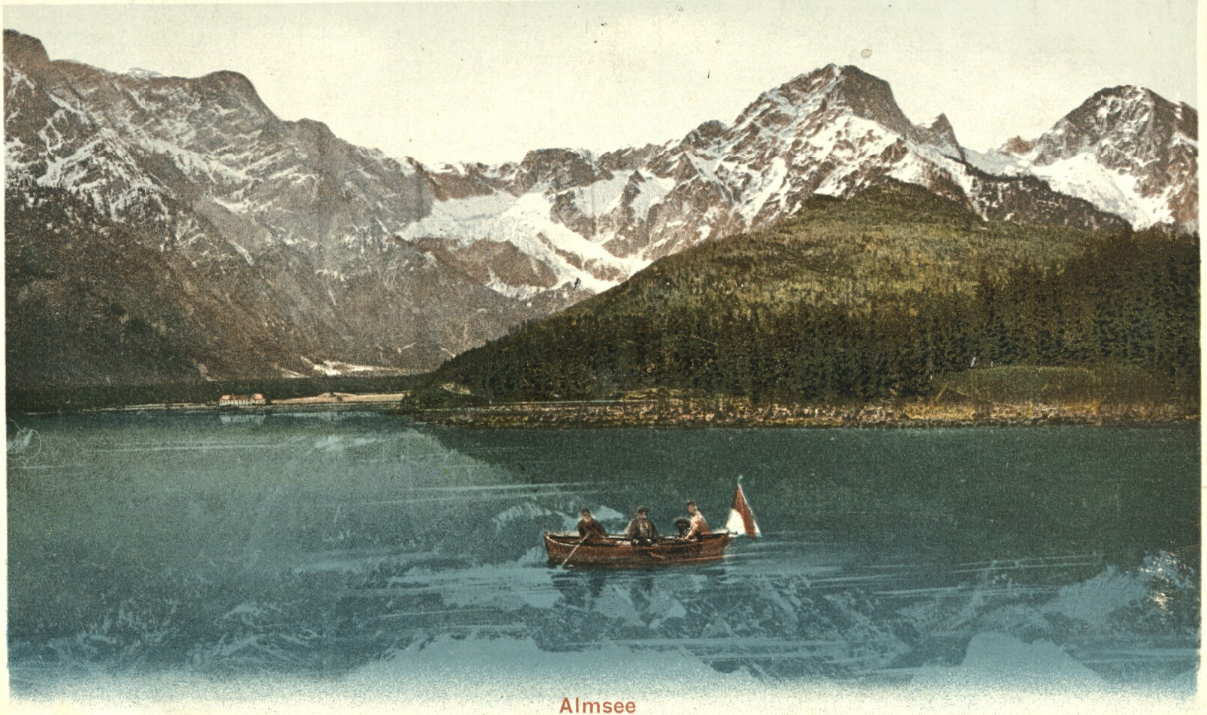
Ansichtskarte des Almsees um 1907

Der Almsee ist wegen seiner schönen Lage ein beliebtes Ausflugsziel und bietet eine gute Aussicht auf die Almtaler Sonnenuhr. Das Seehaus am Südufer wird als Bewirtungsbetrieb geführt und betreibt einen Kiosk am Parkplatz. Die Gaststätte Deutsches Haus, ein ehemaliges Jagdhaus, wurde 2013 geschlossen. Bootsfahrten jeder Art sind zwischen 1. Oktober und 15. April verboten. Paddeln und Rudern ist außerhalb dieses Zeitraums nur zwischen 8 und 18 Uhr gestattet. Ausgenommen davon sind Fischereiboote. Tauchen, Segeln und Surfen sind ganzjährig verboten. Wegen der niedrigen Wassertemperatur ist der Badebetrieb gering. Der Almsee ist auch zum Eislaufen oder Eisstockschießen geeignet, da er im Winter oft vollständig zufriert.
Der Almsee ist Ausgangspunkt mehrerer Wanderwege:
- Weg 404: Er verläuft am Ostufer des Sees und ist Teil des Voralpenwegs 04.
- Weg 420: Der Hochpfad verbindet den Almsee mit dem Offensee und ist Teil des Voralpenwegs 04.
- Weg 213: Der Grieskarsteig führt durch die Röll auf das Plateau des Toten Gebirges.
- Weg 214: Der Sepp-Huber-Steig führt durch die Röll auf das Plateau des Toten Gebirges zur Pühringerhütte.

Weg 213 und 214 können auch als Zustiegsvariante zum Nordalpenweg benutzt werden.

## Geschichte

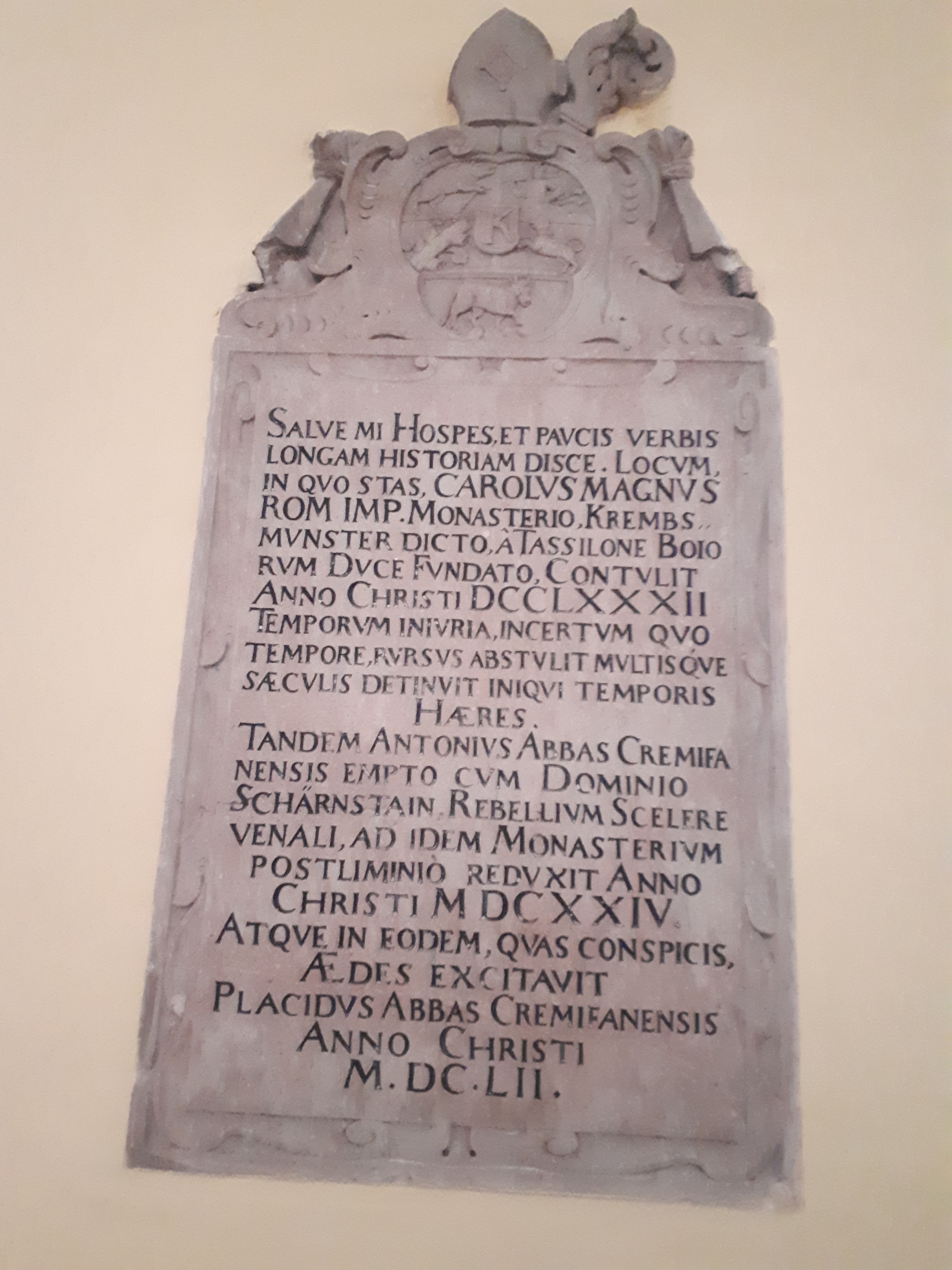
Gedenkplatte in der Kapelle des Seehauses am Almsee

Erste Siedlungsspuren sind durch ein bronzezeitliches Lappenbeil belegt, das 1809 am nahe gelegenen Fäustling gefunden wurde. Der Fund kann im Paläontologischen Kabinett der Sternwarte Kremsmünster besichtigt werden.
Karl der Große übertrug das Gebiet 782 dem Stift Kremsmünster, das von seinem Vetter Tassilo III. gegründet wurde. 993 erlangte das Kloster das Fischrecht am Almsee (piscotio in Albense). Ab dem 10. Jahrhundert wechselte das Gebiet mehrfach den Grundeigentümer. Erst mit dem Erwerb der Herrschaft Scharnstein im Jahr 1624 gelangte der Almsee wieder in den Besitz des Stiftes. Das Seehaus wurde 1652 erbaut und enthielt Unterkunftsräume für Reisende und reservierte Zimmer für die Jagdherren. Die Geschichte des Besitzes ist auf einer Gedenktafel in der Kapelle des Seehauses angeführt. Eine mögliche Übersetzung lautet: 

„Sei gegrüßt, mein Gast, und mit wenigen Worten erfahre eine lange Geschichte. Den Ort, in welchem Du stehest, hat Karl der Große, römischer Kaiser, dem von Tassilo, Herzog der Bayern, gegründeten Stifte, genannt Kremsmünster, zugebracht im Jahre Christi 782. Durch die Ungunst der Zeit, ungewiss wann, ging dieser Besitz verloren und viele Jahrhunderte hindurch behielt ihn der Erbe einer traurigen Zeit. Endlich hat Anton, Abt zu Kremsmünster, im Jahre 1624 mit der von ihm erworbenen Herrschaft Scharnstein, welche infolge Verbrechens der Rebellen verkäuflich geworden war, diesen Besitz dem Stifte wieder in dessen früheres Eigentum zurückgebracht. Und das Haus, welches Du siehst, erbaute daselbst Placidus, Abt zu Kremsmünster, im Jahre Christi 1652"“

Im 14. Jahrhundert wurde dem Kloster die Verpflichtung auferlegt eine bestimmte Zahl von gedörrten Fischen aus dem Almsee dem Domkapitel in Wien zu übergeben. Diese Leistung bestand bis 1851.
Wie an allen Seen des Salzkammerguts war auch am Ausfluss des Almsees eine Klause zur Holztrift vorhanden, da dort mit relativ geringen Mitteln sehr große Wassermengen gespeichert werden konnten. Das aufgestaute Wasser wurde jeden Donnerstag abgelassen. Es wurde „Seewasser“ gegeben, wodurch die Flößerei an der Alm erst ermöglicht wurde.

## Kultur
Das Echoblasen am Almsee, bei dem die umgebenden Felswände eine mit Blechblasinstrumenten gespielte Melodie reflektieren, war schon im 19. Jahrhundert eine bekannte touristische Attraktion. Anton Schosser (* 1801; † 1849) schrieb das Lied „s’Almsee Echo“ welches 1889 im Werk „Die österreichisch-ungarische Monarchie in Wort und Bild“ als Beispiel eines traditionellen oberösterreichischen Volksliedes angeführt wird. Inmitten des Sees befand sich ein Pfahl, der eine Stelle, von welcher aus ein vielfältiges Echo hervorgerufen werden kann, markierte. Das Echoblasen in der heutigen Form wurde 1967 von Musikern des Musikvereins Grünau begründet, die am Westufer ein Echo entdeckten. Seither findet in den Sommermonaten am Mittwochabend das Echoblasen am Echoplatzl statt.

## Trivia
- Am 12. Dezember 1974 brachte die Österreichische Post zu diesem Motiv eine Dauermarke der Briefmarkenserie Landschaften aus Österreich zu 4,00 Schilling heraus.